# Peter McNeil
Peter McNeil (* 1854 in Rhu; † 30. März 1901 in Hawkhead) war ein schottischer Fußballspieler und -funktionär. Er war einer der Gründerväter der Glasgow Rangers.

## Frühe Lebensjahre
Peter McNeil wurde im Jahr 1854 in Rhu als Sohn von John und Jane McNeil ein Jahr vor seinem Bruder Moses McNeil geboren. Sein Vater John war beschäftigt als Gärtner auf Belmore House, das sich seit 1940 auf em Gebiet des Marinestützpunkts Faslane-on-Clyde der Royal Navy befindet. Als Jugendlicher war er mit anderen Familienmitgliedern nach Glasgow gezogen. Er lebte 1871 zusammen mit seinen älteren Brüdern James, Henry und William sowie seiner Schwester Elizabeth in der Cleveland Street und war als Angestellter beschäftigt.

## Karriere im Fußball

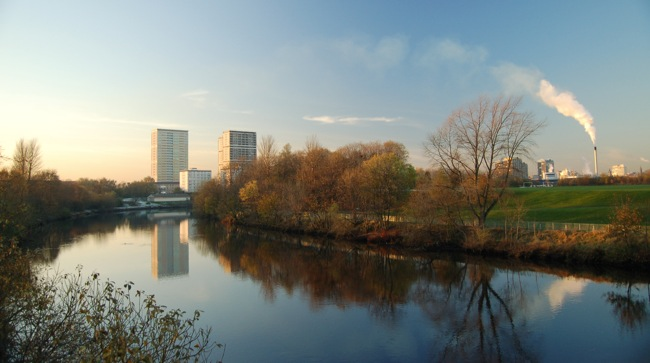
Flesher’s Haugh im Jahr 2005

Im Jahr 1872 sah Peter McNeil zusammen mit seinem Bruder Moses und den Freunden Peter Campbell und William McBeath eine Gruppe von Männern, die im Glasgow Green in Flesher’s Haugh Fußball spielten. Daraufhin entschieden sie sich eine eigene Mannschaft zu gründen. Die erste Partie dieses Teams fand unter dem Namen „Argyle“ im Mai 1872 in Flesher’s Haugh gegen den FC Callander statt und endete mit einem torlosen 0:0. Die offizielle Gründung fand am 15. Juli 1873 unter dem Namen Glasgow Rangers statt.
McNeil war einer der ersten Kapitäne des Vereins und war bis 1876 Stammspieler in der Mannschaft. Seinen größten Beitrag leistete Peter McNeil jedoch abseits des Spielfelds als Funktionär. Als seine aktiven Tage als Fußballspieler vorbei waren, wurde er zunächst Ehrensekretär. Er hatte diese Position von 1876 bis 1883 inne. Von 1886 bis 1888 war er Vizepräsident. Von 1879 bis 1883 fungierte McNeil als Schatzmeister des schottischen Fußballverbandes.

## Späteres Leben
Zusammen mit seinem Bruder Henry McNeil betrieb er ein Sportgeschäft unter dem Namen „H. & P. McNeil“. Das Unternehmen wurde Mitte der 1870er Jahre gegründet. Die ursprünglichen Räumlichkeiten befanden sich in der Renfield Street in Glasgow, doch 1883 zogen die Brüder in die Union Street. Sie belieferten die Rangers und eine Reihe anderer Vereine mit Sportausrüstungen. Im März 1885 heiratete McNeil Jeannie Fraser. Sie ließen sich gemeinsam zunächst im südlichen Stadtteil Pollokshields nieder. Später zogen sie innerhalb von Glasgow in den Bezirk Kelvingrove. Innerhalb von fünf Jahren war die Familie mit der Geburt von John Fraser und Gertrude Grace komplett. Das Unternehmen H. & P. McNeil verschwand 1896 aus dem Firmenverzeichnis. 
Im Januar 1901 wurde er aufgrund von Psychischen Störungen in das „Hawkhead Asylum“ eingewiesen, nachdem seine Frau Janet auf Anordnung des Sheriffs beantragt hatte, ihn dort unterzubringen. Zwei Ärzte bestätigten, dass er aufgrund finanzieller Sorgen „verrückt geworden sei“. Er starb zwei Monate später im Alter von 47 Jahren. 
Er fand seine letzte Ruhestätte auf dem Craigton Cemetery in Glasgow. Zwei Jahre nach dem Tod heiratete seine Frau erneut. Sie starb im April 1932 im Alter von 74 Jahren in einem Pflegeheim in Glasgow. Sein Sohn John fiel 1918 im Alter von 31 Jahren im Ersten Weltkrieg in Ligny-Saint-Flochel.
Am 22. Juni 2013 wurden an der letzten Ruhestätte auf dem Craigton Cemetery Denkmäler für die Gründer errichtet.

## Gründerväter
Neben Peter McNeil der im Alter von 47 Jahren infolge von Psychischen Störungen verstorben war, erging es zwei weiteren Gründungsvätern ähnlich. William McBeath starb im Alter von 61 Jahren in einem Armenhaus in England und wurde als „Schwachkopf“ eingestuft. Die Beweise für seinen Gesundheitszustand deuten darauf hin, dass er an Alzheimer gelitten hatte. Peter Campbell starb im Alter von nur 25 Jahren auf See, als sein Schiff in einem Sturm im Golf von Biskaya unterging.